# Чарлстон (Илиноис)
Чарлстон (енгл. Charleston) град је у америчкој савезној држави Илиноис. По попису становништва из 2010. у њему је живело 21.838 становника.

## Демографија
Према попису становништва из 2010. у граду је живело 21.838 становника, што је 799 (3,8%) становника више него 2000. године.
| Група             | 2000.          | 2010.          |
| Белци             | 19.252 (91,5%) | 18.960 (86,8%) |
| Афроамериканци    | 894 (4,2%)     | 1.537 (7,0%)   |
| Азијати           | 282 (1,3%)     | 355 (1,6%)     |
| Хиспаноамериканци | 370 (1,8%)     | 651 (3,0%)     |
| Укупно            | 21.039         | 21.838         |